# Montcornelh e Grasan
Montcornelh e Grasan (en francès Moncorneil-Grazan) és un municipi francès situat al departament del Gers i a la regió d'Occitània.

## Demografia
| 1962                                       | 1968 | 1975 | 1982 | 1990 | 1999 | 2006 |
| ------------------------------------------ | ---- | ---- | ---- | ---- | ---- | ---- |
| 143                                        | 129  | 101  | 109  | 97   | 104  | 125  |
| Des de 1962: població sense dobles comptes |      |      |      |      |      |      |

## Administració
| Període | Identitat        | Partit |
| ------- | ---------------- | ------ |
| -2008   | René Pagotto     |        |
| 2008-   | Michel Bautillon |        |